# Bondsrepubliek Duitsland op de Olympische Winterspelen 1976
Tijdens de Olympische Winterspelen van 1976, die in Innsbruck (Oostenrijk) werden gehouden, nam de Bondsrepubliek Duitsland (informeel: West-Duitsland) voor de derde keer deel naast een team uit de DDR.

## Medailleoverzicht
| Sport              | Olympiër                                                           | Discipline       | Medaille |
| ------------------ | ------------------------------------------------------------------ | ---------------- | -------- |
| Alpineskiën        | Rosi Mittermaier                                                   | afdaling (v)     | Goud     |
| Alpineskiën        | Rosi Mittermaier                                                   | slalom (v)       | Goud     |
| Alpineskiën        | Rosi Mittermaier                                                   | reuzenslalom (v) | Zilver   |
| Bobsleeën          | Wolfgang Zimmerer Manfred Schumann                                 | 2-mansbob (m)    | Zilver   |
| Noordse combinatie | Urban Hettich                                                      | mannen           | Zilver   |
| Rodelen            | Josef Fendt                                                        | mannen           | Zilver   |
| Rodelen            | Hans Brandner Balthasar Schwarm                                    | dubbel           | Zilver   |
| Bobsleeën          | Wolfgang Zimmerer Peter Utzschneider Bodo Bittner Manfred Schumann | 4-mansbob (m)    | Brons    |
| Rodelen            | Elisabeth Demleitner                                               | vrouwen          | Brons    |
| IJshockey          | Olympisch team                                                     | mannen           | Brons    |

## Deelnemers en resultaten

### Alpineskiën
| Olympiër             | Discipline       | Resultaat | Prestatie                        |
| -------------------- | ---------------- | --------- | -------------------------------- |
| Albert Burger        | reuzenslalom (m) | 10e       | 3.32,68 (+5,71) 1.47,32+1.45,36  |
| Albert Burger        | slalom (m)       | 15e       | 2.10,31 (+7,02) 1.03,38+1.06,93  |
| Sepp Ferstl          | afdaling (m)     | 17e       | 1.48,41 (+2,68)                  |
| Sepp Ferstl          | reuzenslalom (m) | 28e       | 3.41,52 (+14,55) 1.49,98+1.51,54 |
| Sepp Ferstl          | slalom (m)       | 20e       | 2.14,34 (+11,05) 1.06,32+1.08,02 |
| Peter Fischer        | afdaling (m)     | 15e       | 1.48,18 (+2,45)                  |
| Wolfgang Junginger   | afdaling (m)     | 29e       | 1.50,48 (+4,75)                  |
| Wolfgang Junginger   | reuzenslalom (m) | 19e       | 3.36,02 (+9,05) 1.49,79+1.46,23  |
| Wolfgang Junginger   | slalom (m)       | 6e        | 2.07,08 (+3,79) 1.00,95+1.06,13  |
| Christian Neureuther | reuzenslalom (m) | 30e       | 3.44,02 (+17,05) 1.52,29+1.51,73 |
| Christian Neureuther | slalom (m)       | 5e        | 2.06,56 (+3,27) 1.01,70+1.04,86  |
| Michael Veith        | afdaling (m)     | 22e       | 1.49,02 (+3,29)                  |
|                      |                  |           |                                  |
| Pamela Behr          | slalom (v)       | 5e        | 1.32,31 (+1,77) 46,68+45,63      |
| Monika Berwein       | slalom (v)       | dnf-2     | opgave run 2                     |
| Irene Epple          | afdaling (v)     | 10e       | 1.48,91 (+2,75)                  |
| Irene Epple          | reuzenslalom (v) | 15e       | 1.31,46 (+2,33)                  |
| Maria Epple          | afdaling (v)     | 23e       | 1.51,41 (+5,25)                  |
| Maria Epple          | reuzenslalom (v) | 24e       | 1.33,02 (+3,89)                  |
| Evi Mittermaier      | afdaling (v)     | 13e       | 1.49,23 (+3,07)                  |
| Evi Mittermaier      | reuzenslalom (v) | 8e        | 1.30,64 (+1,51)                  |
| Rosi Mittermaier     | afdaling (v)     | Goud      | 1.46,16                          |
| Rosi Mittermaier     | reuzenslalom (v) | Zilver    | 1.29,25 (+0,12)                  |
| Rosi Mittermaier     | slalom (v)       | Goud      | 1.30,54 46,77+43,77              |
| Christa Zechmeister  | slalom (v)       | 7e        | 1.33,72 (+3,18) 48,20+45,52      |

### Biatlon
| Olympiër                                                | Discipline             | Resultaat | Prestatie                                                                                 |
| ------------------------------------------------------- | ---------------------- | --------- | ----------------------------------------------------------------------------------------- |
| Heinrich Mehringer                                      | 20 km (m)              | 11e       | 1:18.49,15 (+4.36,89) pen.: 2 (1 / 1 / 0 / 0)                                             |
| Josef Niedermeier                                       | 20 km (m)              | 26e       | 1:23.33,63 (+9.21,37) pen.: 5 (0 / 3 / 0 / 2)                                             |
| Alois Kanamüller                                        | 20 km (m)              | 34e       | 1:25.25,26 (+11.13,00) pen.: 8 (1 / 2 / 2 / 3)                                            |
| Heinrich Mehringer Gerd Winkler Josef Keck Claus Gehrke | 4x7,5 km estafette (m) | 4e        | 2:04.11,86 (+6.16,22) pen.: 4 (0 / 1 / 3 / 0) (30.38,46 / 30.42,83 / 32.15,08 / 30.35,49) |

### Bobsleeën
| Olympiër                                                           | Discipline                      | Resultaat | Prestatie                                       |
| ------------------------------------------------------------------ | ------------------------------- | --------- | ----------------------------------------------- |
| Wolfgang Zimmerer Manfred Schumann                                 | 2-mansbob (m) West-Duitsland I  | Zilver    | 3.44,99 (+0,57) (56,09 / 56,31 / 56,26 / 56,33) |
| Georg Heibl Fritz Ohlwärter                                        | 2-mansbob (m) West-Duitsland II | 5e        | 3.46,13 (+1,71) (56,36 / 56,43 / 56,59 / 56,75) |
| Wolfgang Zimmerer Peter Utzschneider Bodo Bittner Manfred Schumann | 4-mansbob (m) West-Duitsland I  | Brons     | 3.41,37 (+0,94) (54,82 / 54,87 / 55,53 / 56,15) |
| Georg Heibl Hans Morant Siegfried Radandt Fritz Ohlwärter          | 4-mansbob (m) West-Duitsland II | 5e        | 3.42,47 (+2,04) (54,92 / 54,98 / 55,70 / 56,87) |

### Kunstrijden
| Olympiër                      | Discipline | Resultaat | Prestatie              |
| ----------------------------- | ---------- | --------- | ---------------------- |
| Isabel de Navarre             | vrouwen    | 5e        | pc. 59,0; 182,4 punten |
| Dagmar Lurz                   | vrouwen    | 10e       | pc. 92,0; 178,0 punten |
| Corinna Halke Eberhard Rausch | paarrijden | 8e        | pc. 72,0; 127,4 punten |

### Langlaufen
| Olympiër                                              | Discipline            | Resultaat | Prestatie                                                         |
| ----------------------------------------------------- | --------------------- | --------- | ----------------------------------------------------------------- |
| Franz Betz                                            | 15 km (m)             | 38e       | 47.39,15 (+3.40,68)                                               |
| Franz Betz                                            | 30 km (m)             | 18e       | 1:34.55,54 (+4.26,16)                                             |
| Franz Betz                                            | 50 km (m)             | dnf       | opgave                                                            |
| Walter Demel                                          | 30 km (m)             | 40e       | 1:37.44,17 (+7.14,79)                                             |
| Walter Demel                                          | 50 km (m)             | 25e       | 2:46.55,95 (+9.25,90)                                             |
| Georg Kandlinger                                      | 15 km (m)             | 31e       | 47.20,13 (+3.21,66)                                               |
| Georg Kandlinger                                      | 50 km (m)             | dnf       | opgave                                                            |
| Hans Speicher                                         | 15 km (m)             | 45e       | 48.28,90 (+4.30,43)                                               |
| Hans Speicher                                         | 30 km (m)             | 36e       | 1:36.52,45 (+6.23,07)                                             |
| Georg Zipfel                                          | 15 km (m)             | 7e        | 45.38,10 (+1.39,63)                                               |
| Georg Zipfel                                          | 30 km (m)             | 14e       | 1:34.04,71 (+3.35,33)                                             |
| Georg Zipfel                                          | 50 km (m)             | 23e       | 2:46.20,30 (+8.50,25)                                             |
| Franz Betz Georg Kandlinger Walter Demel Georg Zipfel | 4x10 km estafette (m) | 9e        | 2:12.38,96 (+4.39,24) (35.59,91 / 33.05,50 / 31.51,36 / 31.42,19) |
|                                                       |                       |           |                                                                   |
| Michaela Endler                                       | 5 km (v)              | 21e       | 17.08,68 (+1.19,99)                                               |
| Michaela Endler                                       | 10 km (v)             | 25e       | 32.55,62 (+2.42,21)                                               |
| Iris Schulze                                          | 5 km (v)              | 33e       | 18.04,81 (+2.16,12)                                               |
| Iris Schulze                                          | 10 km (v)             | 31e       | 33.43,82 (+3.30,41)                                               |

### Noordse combinatie
| Olympiër      | Discipline | Resultaat | Prestatie                                                                                           |
| ------------- | ---------- | --------- | --------------------------------------------------------------------------------------------------- |
| Urban Hettich | mannen     | Zilver    | 418,90 punten schans: 198,9 p 97,1 (70,5 m)+98,7 (74,5 m)+100,2 (75,0 m) 15 km: 220,00 p (48:01.55) |
| Günther Abel  | mannen     | 14e       | 394,57 punten schans: 196,8 p 101,2 (74,0 m)+91,7 (72,0 m)+95,6 (74,0 m) 15 km: 197,77 p (50:29.77) |

### Rodelen
| Olympiër                         | Discipline | Resultaat | Prestatie                                             |
| -------------------------------- | ---------- | --------- | ----------------------------------------------------- |
| Josef Fendt                      | mannen     | Zilver    | 3.28,196 (+0,508) (52,694 / 51,933 / 51,749 / 51,820) |
| Anton Winkler                    | mannen     | 6e        | 3.29,520 (+1,832) (52,755 / 52,194 / 52,219 / 52,352) |
| Stefan Hölzlwimmer               | mannen     | dnf-4     | opgave run 4                                          |
| Elisabeth Demleitner             | vrouwen    | Brons     | 2.51,056 (+0,435) (43,138 / 42,535 / 42,388 / 42,995) |
| Monika Scheftschik               | vrouwen    | 7e        | 2.51,540 (+0,919) (42,863 / 42,732 / 42,981 / 42,964) |
| Hans Brandner Balthasar Schwarm  | dubbel     | Zilver    | 1.25,889 (+0,285) (42,792 / 43,097)                   |
| Stefan Hölzlwimmer Rudi Größwang | dubbel     | 4e        | 1.26,238 (+0,634) (43,205 / 43,033)                   |

### Schaatsen
| Olympiër        | Discipline | Resultaat | Prestatie        |
| --------------- | ---------- | --------- | ---------------- |
| Horst Freese    | 500 m (m)  | dnf       | opgave           |
| Horst Freese    | 1000 m (m) | 9e        | 1.21,48 (+2,16)  |
| Herbert Schwarz | 1500 m (m) | 12e       | 2.03,76 (+4,38)  |
| Herbert Schwarz | 5000 m (m) | 15e       | 7.52,26 (+27,78) |
|                 |            |           |                  |
| Monika Holzner  | 500 m (v)  | 12e       | 44,36 (+1,60)    |
| Monika Holzner  | 1000 m (v) | 5e        | 1.29,54 (+1,11)  |

### Schansspringen
| Olympiër           | Discipline         | Resultaat | Prestatie                                          |
| ------------------ | ------------------ | --------- | -------------------------------------------------- |
| Alfred Grosche     | normale schans (m) | 10e       | 231,9 punten 115,3 p. (80,0 m) + 116,6 p. (80,5 m) |
| Alfred Grosche     | grote schans (m)   | 16e       | 193,1 punten 100,3 p. (89,5 m) + 92,8 p. (84,5 m)  |
| Sepp Schwinghammer | normale schans (m) | 23e       | 215,3 punten 106,1 p. (75,5 m) + 109,2 p. (76,5 m) |

### IJshockey
| Olympiër | Discipline | Resultaat | Prestatie |
| --- | ---------- | --------- | --- |
| Erich Weißhaupt Anton Kehle Rudolf Thanner Josef Völk Udo Kießling Stefan Metz Klaus Auhuber Ignaz Berndaner Rainer Philipp Lorenz Funk Wolfgang Boos Ernst Köpf Ferenc Vozar Walter Köberle Erich Kühnhackl Alois Schloder Martin Hinterstocker Franz Reindl | mannen     | Brons     | kwalificatieronde: 5 - 1 West-Duitsland - Zwitserland A-groep (1e-6e plaats): 7 - 4 West-Duitsland - Polen 3 - 5 West-Duitsland - Finland 3 - 7 West-Duitsland - Sovjet-Unie 4 - 7 West-Duitsland - Tsjecho-Slowakije 4 - 1 West-Duitsland - Verenigde Staten |

Andorra · Argentinië · Australië · België · Bondsrepubliek Duitsland · Bulgarije · Canada · Chili · Duitse Democratische Republiek · Finland · Frankrijk · Griekenland · Groot-Brittannië · Hongarije · IJsland · Iran · Italië · Japan · Joegoslavië · Libanon · Liechtenstein · Nederland · Nieuw-Zeeland · Noorwegen · Oostenrijk · Polen · Roemenië · San Marino · Sovjet-Unie · Spanje · Taiwan · Tsjecho-Slowakije · Turkije · Verenigde Staten · Zuid-Korea · Zweden · Zwitserland